# Star Wars: Thrawn
Star Wars: Thrawn, noto anche come Thrawn, è un romanzo di fantascienza di Timothy Zahn che è stato pubblicato l'11 aprile 2017 da Del Rey Books. Il protagonista del romanzo è il Grand'ammiraglio Thrawn, un personaggio già apparso nella trilogia di Thrawn dell'Universo espanso, dichiarato non canonico dopo che la Lucasfilm ha ridefinito la continuity della saga nel mese di aprile 2014. Il romanzo era stato annunciato nel luglio 2016 insieme alla notizia dell'introduzione di Thrawn nella serie Star Wars Rebels.

## Storia editoriale
Il personaggio di Thrawn è stato inizialmente introdotto nel romanzo di Zahn L'erede dell'Impero del 1991, diventando fin da subito un personaggio amato dai fan. Con l'acquisizione della Lucasfilm da parte di The Walt Disney Company nel 2012, la maggior parte dei romanzi e fumetti di Guerre stellari prodotti su licenza sono stati inseriti nel brand Star Wars Legends e dichiarati non canonici al franchise nel mese di aprile del 2014.
Allo Star Wars Celebration del luglio 2016 a Londra, Zahn ha annunciato che stava scrivendo un nuovo romanzo per Del Rey Books intitolato Thrawn. Lo stesso giorno, Del Rey ha confermato su Twitter il rilascio del romanzo nella primavera del 2017.